# Atilio Cremaschi Oyarzún
Atilio Cremaschi Oyarzún (Punta Arenas, 8 de març de 1923 - Santiago de Xile, 3 de setembre de 2007) fou un futbolista xilè de les dècades de 1940 i 1950.

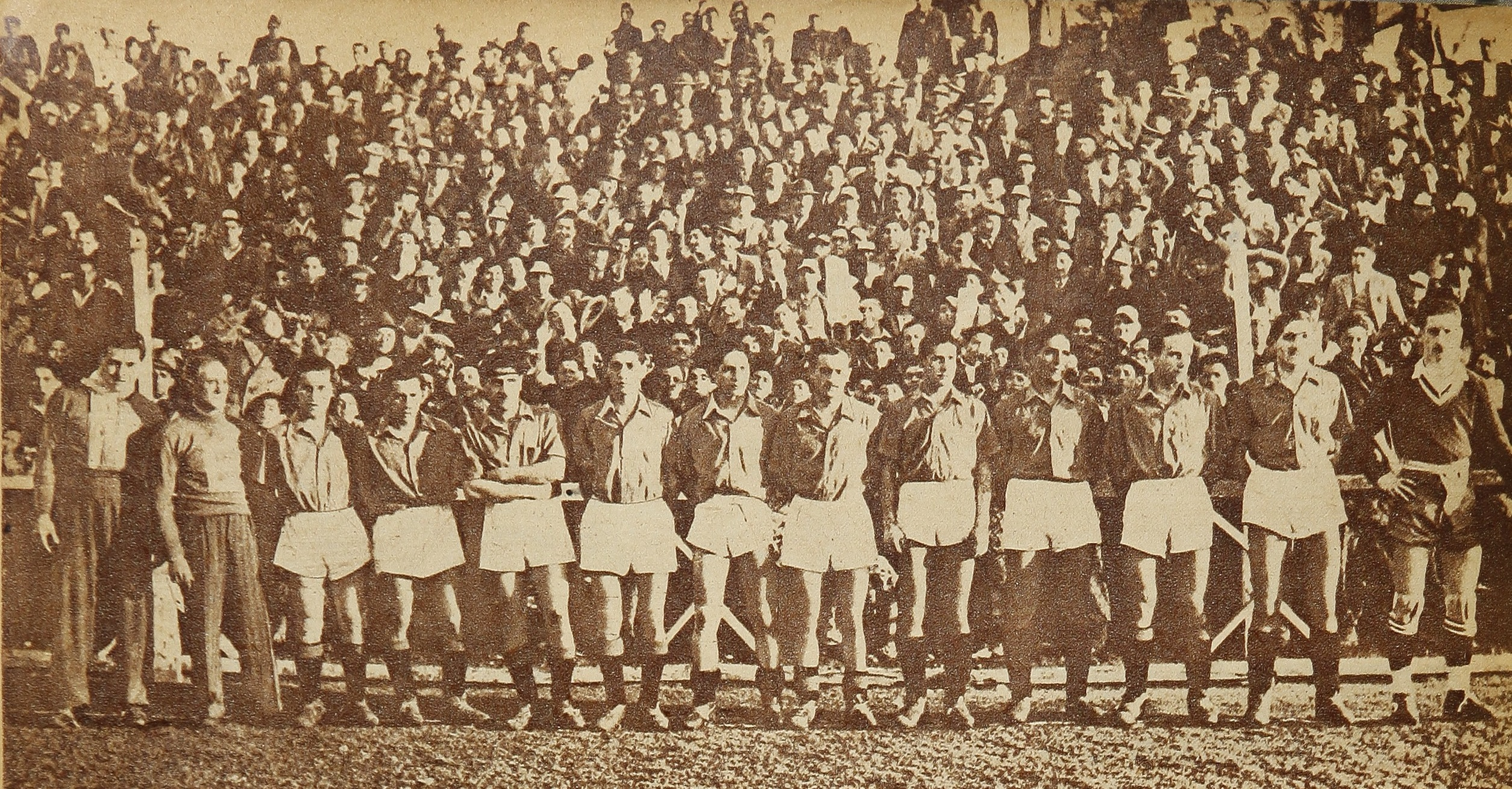
Cremaschi (tercer d'esquerra a dreta) amb l'equip campió de 1943.

## Trajectòria
Era conegut amb el sobrenom de Chico (noi). Cremaschi començà a destacar al club Unión Española, debutant a Primera Divisió el 1941. Amb aquest club guanyà dos campionats xilens. El 1953 fou fitxat per Colo-Colo, club amb el qual guanyà dos nous campionat nacionals. Finalitzà la seva carrera a Rangers de Talca. Amb la selecció de Xile disputà el Mundial de 1950 i els campionats sud-americans de 1945, 1946, 1949 i 1953.

## Palmarès
Unión Española
- Lliga xilena de futbol:
  - 1943, 1951

Colo-Colo
- Lliga xilena de futbol:
  - 1953, 1956

- Copa xilena de futbol:
  - 1958